# ماریا زانولی
ماریا زانولی (ایتالیایی: Maria Zanoli; ۲۶ اکتبر ۱۸۹۶ – ۱۵ نوامبر ۱۹۷۷) بازیگر اهل ایتالیا بود.
از فیلم‌ها یا برنامه‌های تلویزیونی که وی در آن نقش داشته‌است می‌توان به ترانه عاشقانه، دختران خطرناک هستند، کجا می‌روی، باراباس، شب‌های روشن، اروپا ۵۱، و گرگ‌ها اشاره کرد.